# Heterocypris ohanopecoshensis
Heterocypris ohanopecoshensis är en kräftdjursart som först beskrevs av Ferguson 1966.  Heterocypris ohanopecoshensis ingår i släktet Heterocypris och familjen Cyprididae. Inga underarter finns listade i Catalogue of Life.